# Gerry Francis
Gerry Francis (Johannesburgo, Unión Sudafricana; 6 de diciembre de 1933 – Ontario, Canadá; 12 de mayo de 2025) fue un futbolista inglés nacido en Sudáfrica que jugó en la posición de extremo.

## Equipos
| Periodo   | Club            | Apariciones | Goles |
| --------- | --------------- | ----------- | ----- |
| 1957–1961 | Leeds United FC | 52          | 9     |
| 1961–1962 | York City FC    | 16          | 4     |
| 1962–1964 | Tonbridge FC    | 174         | 61    |